# 绒叶鹿藿
绒叶鹿藿（学名：Rhynchosia rothii）为豆科鹿霍属下的一个种。

## 扩展阅读
- 維基物種上的相關：绒叶鹿藿